# 单性木兰属
单性木兰属（学名：Kmeria）是木兰科下的一个属，为常绿乔木植物。该属共有2种，分布于东亚。